# SINGLE COLLECTION (ROUAGEのアルバム)
SINGLE COLLECTIONは、ROUAGEのベスト・アルバム。2000年6月28日リリース。

## 概要
- ラスト・シングル「肌色。」以外のメジャーでのシングルA面曲を全て収録。
- 特殊パッケージ仕様。CDを納めるケースはカラークリアケースとなっている。また、歌詞カードはブックレット型ではなく、歌詞とその裏にシングルのジャケットが印刷されたカードが、13枚に束ねられており、共に専用のスリーブケースに収納されている。
- マスタリングエンジニアは相川洋一。

## 収録曲
1. Queen
  - 作詞：KAZUSHI／作曲：RIKA
  - アルバム『BIBLE』収録のリミックスバージョン
2. insomnia
  - 作詞：KAZUSHI／作曲：RAYZI
3. 白い闇
  - 作詞：KAZUSHI／作曲：SHONO
4. 月の素顔 (Single Version)
  - 作詞：KAZUSHI／作曲：RIKA
5. ever[blue]
  - 作詞：KAZUSHI／作曲：RIKA
6. 冷たい太陽
  - 作詞：KAZUSHI／作曲：RIKA
7. angel-fishの涙
  - 作詞：KAZUSHI／作曲：SHONO
8. endless loop
  - 作詞：KAZUSHI／作曲：RIKA
9. 深空
  - 作詞：KAZUSHI／作曲：RIKA
10. 胸に降る雨、胸に咲く花。
  - 作詞：KAZUSHI／作曲：RIKA
11. 瞳をあけてみるゆめ
  - 作詞：KAZUSHI／作曲：RIKA
12. 月のながめかた
  - 作詞：KAZUSHI／作曲：RAYZI
13. Queen (Re-recording)
  - 作詞：KAZUSHI／作曲：RIKA
  - 本作用に再録されたテイクを収録。